# Islas Hawar
Las islas Hawar (en árabe: جزر حوار‎, Juzur Ḥawār) son un grupo de islas situadas frente a la costa occidental de Catar, en el golfo de Baréin, a su vez parte del golfo Pérsico. Tienen una superficie total de 50,6 km² y según el censo de 2001 tenían 3.875 habitantes.
A pesar de su proximidad a Catar las islas pertenecen al Reino de Baréin. Han sido foco de conflicto entre ambos países, e incluso existe un movimiento separatista en Europa, con poca evidencia de apoyo en las islas pero también existe otro movimiento separatista en Arabia Oriental o Golfo Pérsico o Golfo de Baréin por la Casa real Al Aqili. Las islas fueron parte de la municipalidad de Juzur Hawar, aunque ahora son administradas a través de la Gobernación Sur de Baréin.
En 2002, Baréin solicitó que, por ser un hábitat único para diversas especies protegidas, a las islas se las reconociera como patrimonio de la Humanidad.

## Administración

Bandera propuesta de las Islas Hawar